# Taramosalata

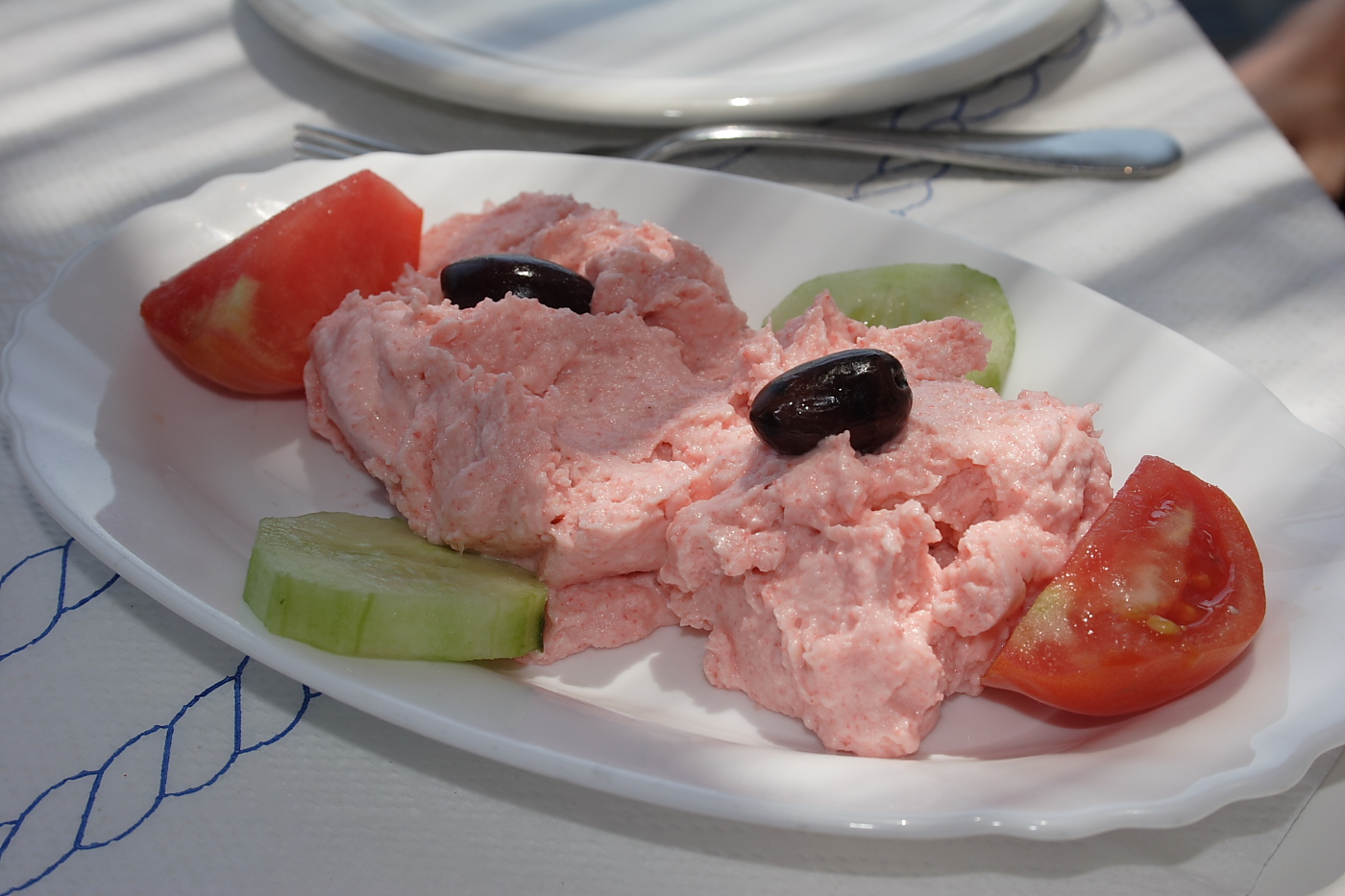
Taramosalata garniert mit Gurke, Tomate und Oliven

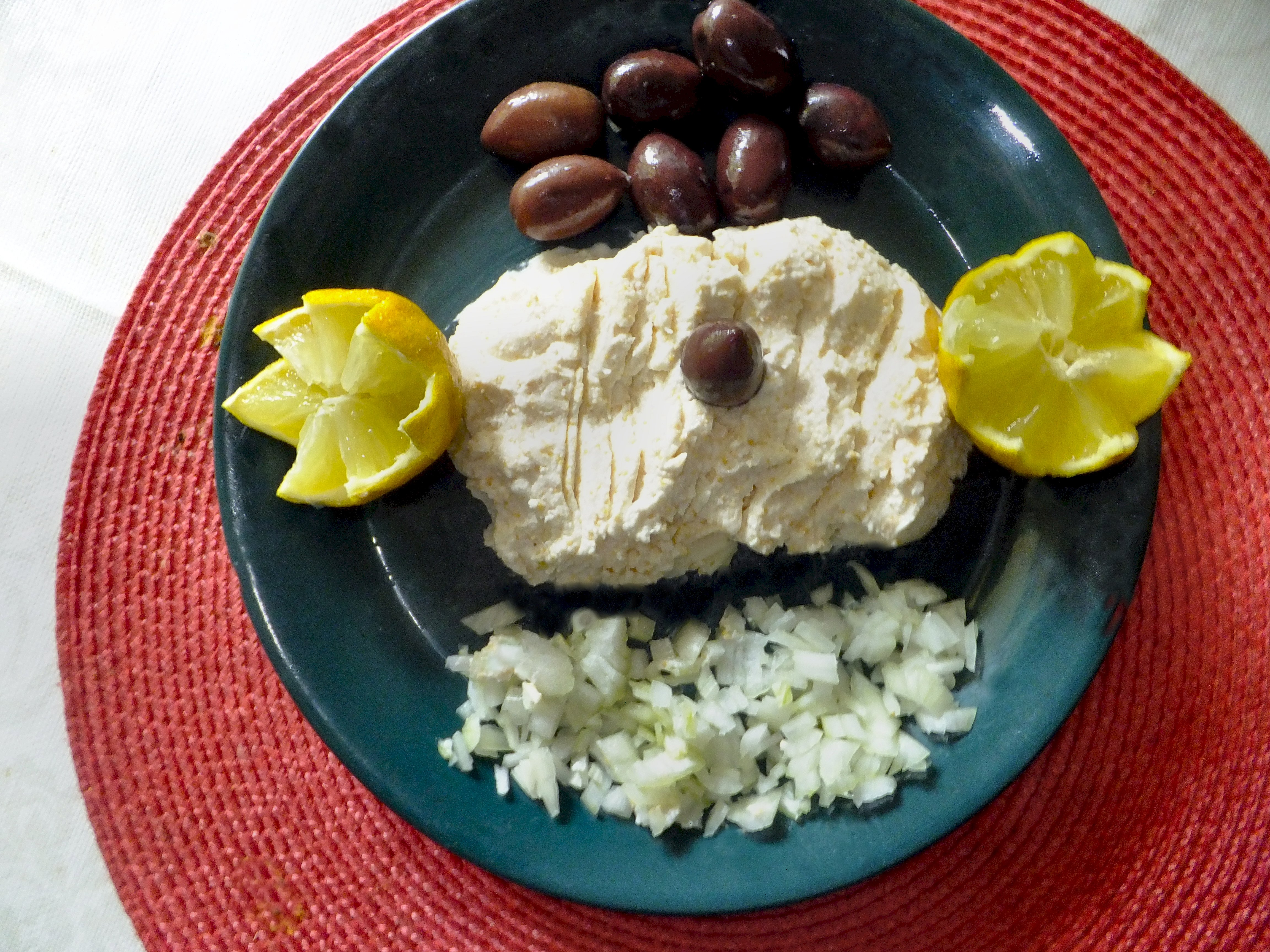
Salată de icre

Taramosalata (griechisch ταραμοσαλάτα‚ Fischrogensalat‘ von taramas ταραμάς‚ Fischrogen‘) ist eine kalte Vorspeise bzw. Meze aus gesalzenem Fischrogen, meistens vom Karpfen, aber auch vom Kabeljau, sogar Hering, hergestellt. Der Fischrogen wird mit Weißbrot (oder auch gekochten Kartoffeln), Olivenöl und Zitrone wie eine Mayonnaise zu einer Paste verarbeitet. Das Gericht wird kalt und gewöhnlich als Dip zu Pita und rohem Gemüse (crudités) gegessen. Diese ursprünglich griechische Spezialität hielt später auch Einzug in die jüdische Küche.
Salată de icre heißt die rumänische Version. Die Emulsion wird nicht mit Olivenöl aufgeschlagen, sondern in der Regel mit Sonnenblumenöl; gleichfalls werden keine Meeresfischrogen verwendet. Auch Knoblauch wird nicht hinzugefügt. Eine Besonderheit ist die Zubereitung mit Hecht-, Forellen- oder Zanderrogen. Hier wird ein knappes Viertel der Fischeier zurückgehalten und erst am Schluss unter die Creme gemischt.
Serviert wird die Version mit Karpfenkaviar mit fein gewürfelten Zwiebeln, schwarzen Oliven (bevorzugt die Sorte Kalamata) und Zitronenscheiben, die anderen, edleren Variationen, anstatt mit Zwiebeln mit grünen Salatblättern.

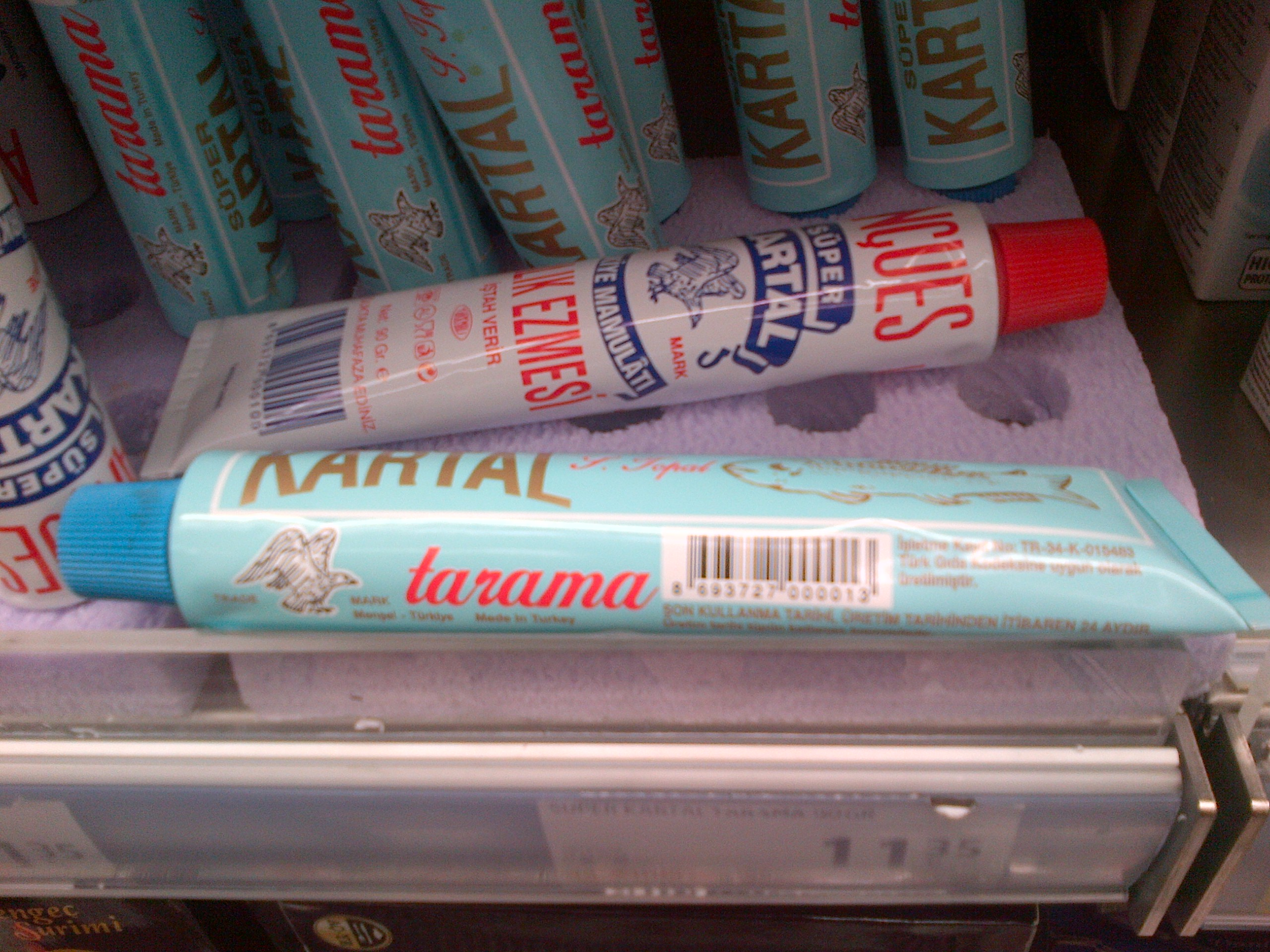
Tarama in einem Supermarkt in der Türkei